# Schelmuffsky

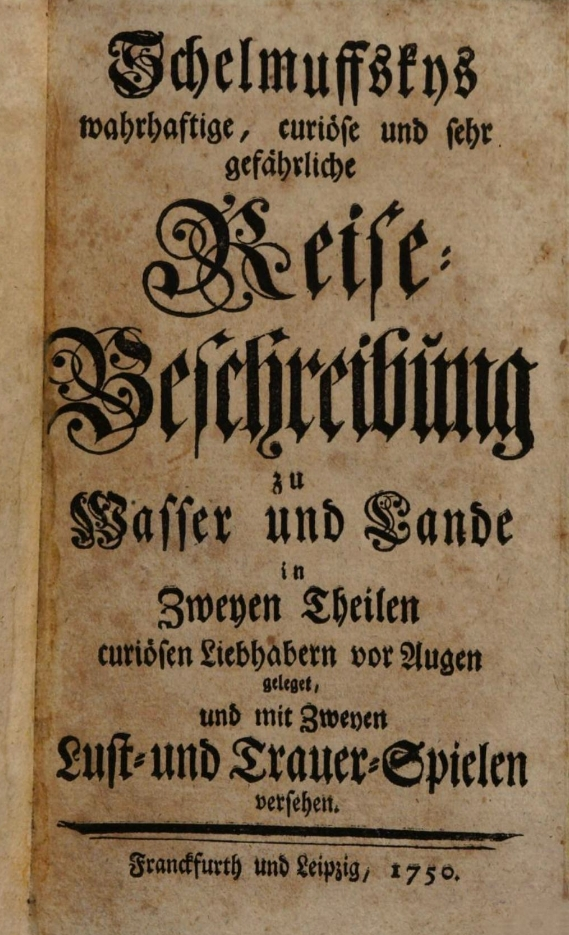
Titelei von 1750

Schelmuffsky ist ein zweiteiliger Lügenroman des 30-jährigen Theologie-Studenten Christian Reuter von 1696/97. Der vollständige Titel lautet in barocker Manier: Schelmuffskys Warhafftige Curiöse und sehr gefährliche Reisebeschreibung zu Wasser und Lande. Und zwar die allervollkommenste und accurateste Edition, in hochteutscher Frau Mutter Sprache eigenhändig und sehr artig an den Tag gegeben von E.S.
Der Literaturwissenschaftler Georg Ellinger bezeichnete das Werk, das in der Tradition der Schelmenromane steht, als „die genialste humoristische Erzählung des siebzehnten Jahrhunderts“.

## Hintergrund

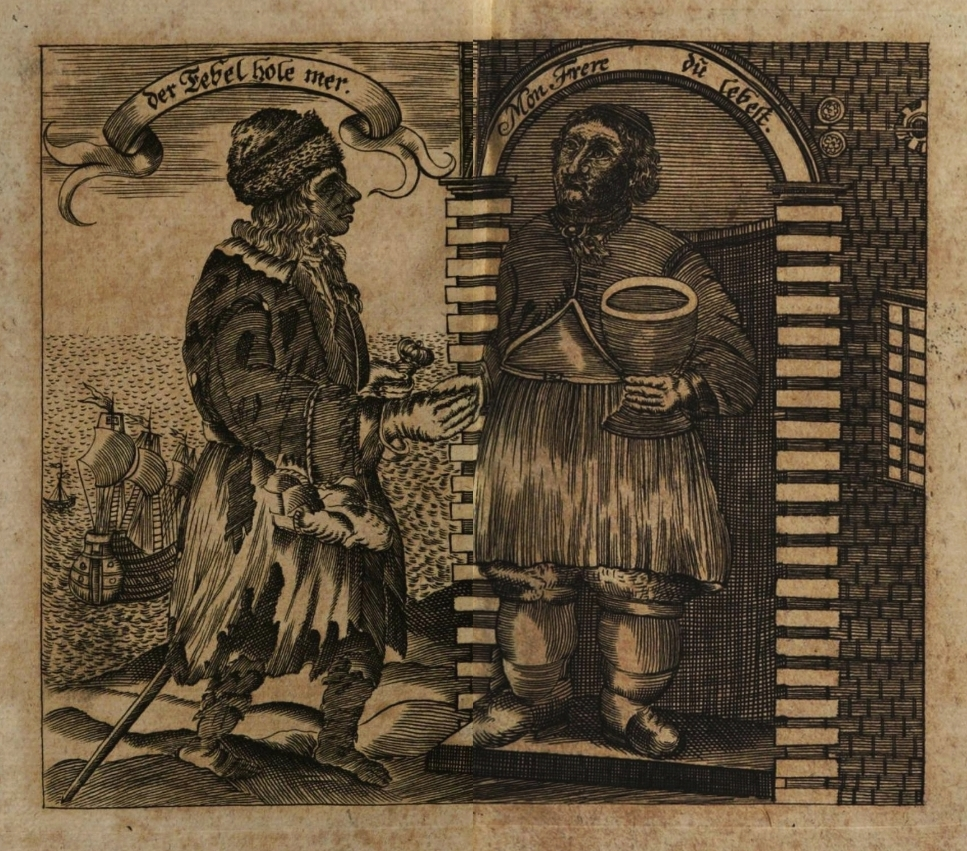
„Der Tebel hole mer.“ (Frontispiz der Ausgabe von 1696)

Grundmotivation für den Roman waren Rachegefühle des Verfassers Christian Reuter gegenüber der wohlhabenden Familie Müller aus Leipzig. Der Bauernsohn Reuter hatte sich zum Wintersemester 1688 für ein Studium an der Leipziger Universität immatrikuliert. Ab 1694 wohnte Reuter zusammen mit dem Pommern Johannes Grel, der schon sieben Jahre studierte, im Gasthaus „Zum Rothen Löwen“, das an der Ecke von Grimmaischer und Reichsstraße lag. Die beiden Studenten blieben schließlich für ein halbes Jahr die Miete schuldig und wurden von der Hauswirtin Anna Rosine Müller vor die Tür gesetzt.
Reuter rächte sich mit einer pasquillantischen Schrift, seinem ersten Theaterstück Die Ehrliche Frau zu Plißine, in dem er die Wirtin Anna Rosine Müller als „Frau Schlampampe“ karikierte und auch Schelmuffsky bereits auftaucht. Die Figur des Schelmuffsky orientierte sich an Eustachius, dem ältesten Sohn der Wirtin. Typisch sind seine ständig wiederholten Redewendungen „O Sapperment“ und „der Tebel hol mer“. Die Witwe Müller, die sich und ihresgleichen als lächerliche Figuren dargestellt erkannte, wandte sich am 15. August 1696 in einer Klage an den Kurfürsten. Die Zeit seiner Festsetzung im Karzer nutzte Reuter produktiv für eine Überarbeitung des ersten Teils und die Ausformulierung eines zweiten.

## Inhalt
Hauptperson und Ich-Erzähler des Romans ist ein gewisser Schelmuffsky, von dem wir keinen Vornamen erfahren. Von sich selbst sagt der „allezeit reisefertige“ Schelmuffsky: „Teutschland ist mein Vaterland, in Schelmerode bin ich geboren“. Auch wenn für die thüringische Gemeinde Birkenfelde eine Wüstung namens Schelmerode bezeugt ist, handelt es sich hierbei um einen fiktiven Ort, die Betonung liegt auf Schelm. Sein Lieblingsgetränk ist „Klebebier“, das so heißt, „weil es so Maltz-reich wäre, dass es einen gantz zwischen die Finger klebete und schmeckte auch wie lauter Zucker so süß.“
Der Roman beginnt mit einer vorangestellten Widmung an den „Hoch-Gebohrnen grossen Mogol“ von Agra, bei dem er angeblich 14 Tage verweilen durfte. Zum Dank dafür möchte er dem Mogul eine in Schweineleder gebundene Fassung seines Reiseberichts anstelle von leicht verderblichem Klebebier zukommen lassen. Darauf folgt eine Mitteilung an den „Curiösen Leser“, in der er prahlt, wie weltgewandt und weitgereist er im Gegensatz zu vielen seiner Zeitgenossen sei.
Dann beginnt das erste von zirka 20 Kapiteln mit ungewöhnlicher Zählung, denn auf das zweite folgt das sechste und auf das dritte das neunte Kapitel. Da es Schelmuffsky im Haushalt seiner Mutter zu eng wird, lässt er sich Geld geben, um auf Reisen zu gehen. Seine angebliche Weltreise führt ihn zuerst nach Hamburg, das bei ihm wie Leipzig am Fluss Elster liegt. Hier steigt er in einem Gasthaus ab, wo er auf noble Gesellschaft trifft und sich eine Dame namens Charmante sofort in ihn verliebt. Dann macht sich Schelmuffsky auf in die Stadt Altona, „welches drey starcke Teutsche Meilen von Hamburg liegt.“ Von dort segelt er schnell weiter nach Schweden, wo er in Stockholm an Land geht und in einem Wirtshaus absteigt. Wieder sind die Herren von ihm begeistert und die Damen entzückt. Es kommt zu einem Duell, und nach kaum vier Wochen erscheint auch Charmante in Stockholm. Auf der Überfahrt nach Holland wird das Schiff bei einem Sturm an die Klippen bei der Insel Bornholm geworfen und zerschellt: „O Sapperment! was war da von den Leuten ein Gelamentire in den Wasser!“ Die arme Charmante ertrinkt, aber Schelmuffsky kann sich auf ein Brett retten und treibt weiter nach Amsterdam, an den Ufer-Garten des Bürgermeisters. Schelmuffsky wird zu einer Hochzeit eingeladen, betrinkt sich über die Maßen und speit „der Tebel hohlmer der Braut den Busen gantz voll“. Von dort geht es nach Indien, dem weitest entfernten Punkt der Reise. Dort wird er von dem großen Mogul von Agra empfangen. Da Schelmuffsky ihm die Finanzen in Ordnung bringt, möchte ihn der Mogul zum Reichskanzler ernennen, doch Schelmuffsky lehnt großzügig ab. Über Spanien und St. Malo, wo er in Gefangenschaft gerät, und über London und Hamburg kehrt er nach Hause zurück. Wieder in Schelmerode angekommen, ist ihm inzwischen alles so fremd geworden, dass er nach drei Tagen Suche sein Haus nicht wiederfindet, und auch die Muttersprache hat er verlernt. Laut seiner Zeitrechnung ist er insgesamt elf Jahre unterwegs gewesen, aber nach einem Einwurf seines Vetters, der nun bei der Mutter wohnt, waren es kaum 14 Tage: „Ich habe mir von unterschiedlichen Leuten erzählen lassen, dass mein Vetter Schelmuffsky nicht weiter als eine halbe Meile von seiner Geburts-Stadt kommen wäre und alles mit einander mit liederlicher Compagnie im Toback und Branntwein versoffen.“
Die zweite Reise führt Schelmuffsky in die Stadt Venedig: „Sie liegt auff einem großen hohen Stein-Felsen und ist mit einen vortrefflichen Wall umgeben.“ An einer Lotto-Bude auf dem „Sanct Marx-Platz“ gewinnt er mit der Losnummer 11 eine Bartbürste im Wert von 6 Pfennig und mit der Nummer 098372641509 ein Reitpferd im Wert von 500 Reichstalern. Als ihm das Pferd davonläuft, verfolgt er es bis vor die Stadt Padua („sie liegt eine halbe Stunde von Rom“). In Rom schließlich küsst er dem „auff einen Groß-Vater Stuhle“ schlafenden Papst „die stinkenden Füße“. Danach geht es über Polen wieder „nach Teutschland zu.“ Ein am Schluss angekündigter dritter Teil der gefährlichen Reise zu Wasser und zu Lande ist nicht erschienen.

## Einordnung
Christoph Stoll und Sven Hanuschek sehen Schelmuffsky in ihrem Artikel in Kindlers Literatur Lexikon als ein Werk an der Schwelle zwischen Barock und Aufklärung, das eine Satire auf die Trivialliteratur seiner Zeit und auf das damalige Ideal des modisch-höfischen Mannes von Welt darstelle. Die Komik des Romans entstehe durch die stets misslungene Galanterie und die rüpelhafte Grobheit der Hauptfigur sowie durch deren Sprache, die hohle Phrasen, unverstandene Fremdwörter und Obszönitäten kombiniere. Reuter habe mit Schelmuffsky den ersten deutschsprachigen Roman mit einem unzuverlässigen Ich-Erzähler geschaffen.

## Rezeption
Der Komponist Andreas Heinrich Schultzen (1681–1742) komponierte die Schelmuffsky-Sonate.
Georg Christoph Lichtenberg, der ein seltenes Exemplar besaß, machte Gottfried August Bürger mit dem Schelmuffsky bekannt, der die maßlosen Übertreibungen als Vorlage für seine Bearbeitung von Münchhausens Wunderbare Reisen zu Wasser und zu Lande nutzte.
Die Heidelberger Romantiker um Clemens Brentano entdeckten den Roman ab 1804 und gerieten regelrecht ins „Schelmuffskysieren“, das heißt, sie verwendeten mündlich und auch brieflich Redewendungen aus dem Roman. Gemeinsam mit seinem ehemaligen Koblenzer Mitschüler Johann Joseph Görres verfasste Brentano eine Erzählung mit dem parodistischen Titel: Entweder wunderbare Geschichte von BOGS dem Uhrmacher, wie er zwar das menschliche Leben längst verlassen, nun aber doch, nach vielen musikalischen Leiden zu Wasser und zu Lande, in die bürgerliche Schützengesellschaft aufgenommen zu werden Hoffnung hat, oder die über die Ufer der badischen Wochenschrift als Beilage ausgetretene Konzert-Anzeige. Nebst des Herrn BOGS wohlgetroffenem Bildnisse und einem medizinischen Gutachten über dessen Gehirnzustand.
Besonders Wilhelm Grimm unterhielt ab 1809 gern Gesellschaften im Schelmuffsky-Stil und verwendete auch in seinen Briefen Anspielungen und Formulierungen aus dem Buche. In einem Brief an die Familie des Pfarrers Mannel in Allendorf schrieb Wilhelm Grimm: „Ich will mich, der Tebel hohl mer, recht dankbar dafür auch erweisen … oder ich will dem Herrn Pfarrer ein Fässchen Klebebier zuschicken, worauf man, wenn man einen Nössel getrunken, flugs predigen kann.“ Auf Anregung der Gebrüder Grimm wurde 1817 der erste vollständige Neudruck herausgegeben, nachdem Achim von Arnim mit diesem Plan gescheitert war.
Heinrich Heine schrieb in Paris die Parodie Aus den Memoiren des Herren von Schnabelewopski, die 14 Kapitel umfasste und Fragment geblieben ist. Durch deren Lektüre wurde Richard Wagner, der damals noch freundschaftlich mit Heine verkehrte, erstmals auf die Sage vom Fliegenden Holländer aufmerksam. Die Fabel von dem Fliegenden Holländer wird im VII. Kapitel wiedergegeben.
In Reuters Geburtsort Kütten gibt es heute eine Schelmuffsky-Straße ebenso wie den Kräuterschnaps „Schelmuffskys Reise-Elixier“.
Seit den 1970er Jahren beendete die „Schelmuffsky-Troffi“, eine fünf Kilometer lange Radstrecke rund um den Petersberg in Halle (Saale), die alljährliche Petersberg-Rallye.
Schelmuffsky liefert eine der Herkunftstheorien des Begriffs Zeitungsente (in der Variante Lüg-Ente):

„Kam ich denn wieder zu meinem Herrn und war etwan ein paar Stunden über der Zeit aussen gewesen, so wuste ich allemal so eine artige Lügente ihn vorzubringen, daß er mir sein lebetage nichts sagte.“

## Ausgaben

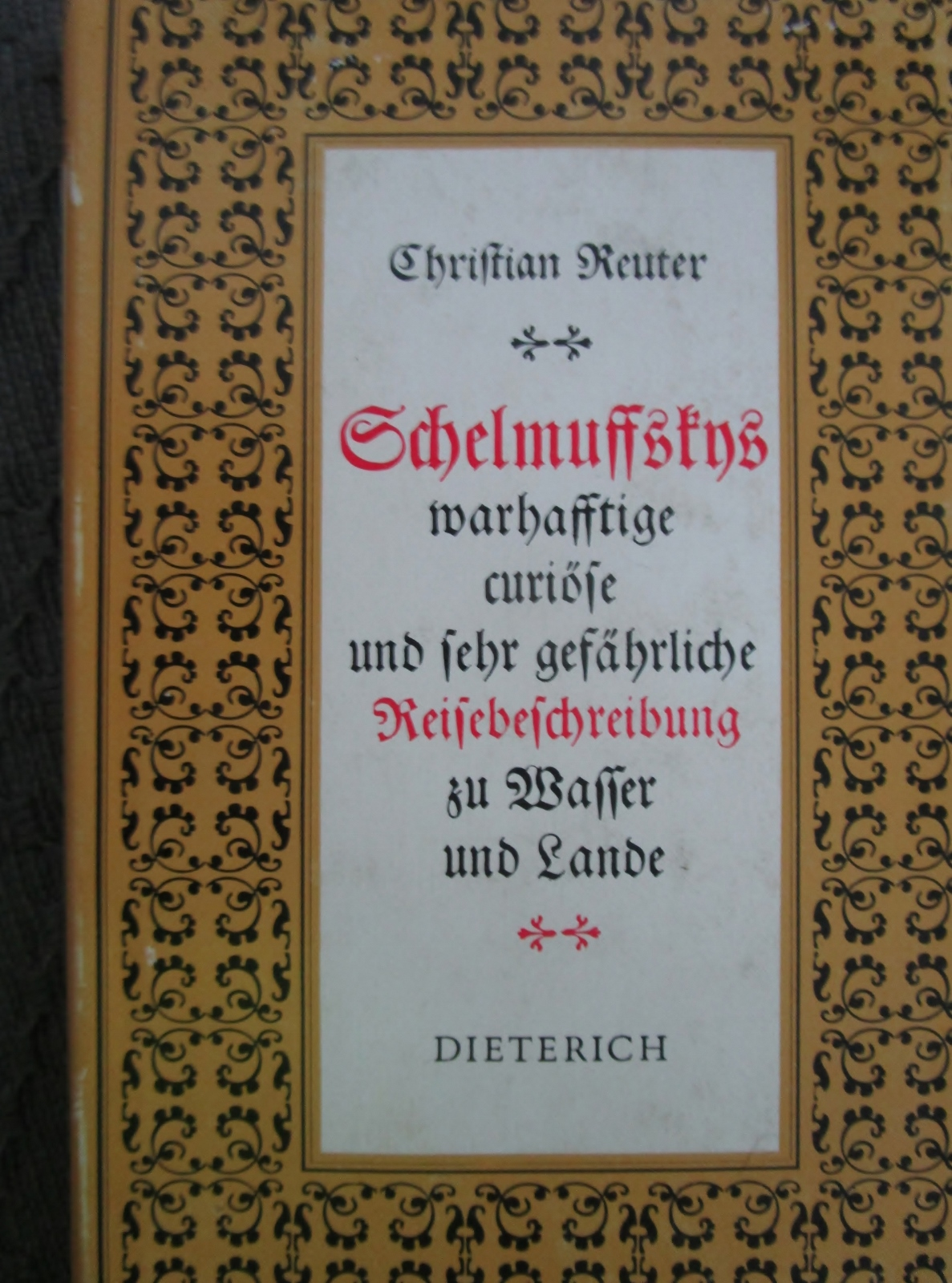
Nachdruck der Originalausgabe

Der erste Teil erschien 1696 und 1697 in zwei Fassungen, der zweite Teil folgte 1697. Im Jahr 1750 wurde das Buch neu aufgelegt, diese Ausgabe geriet jedoch bald auf den päpstlichen Index, obwohl die groteske Szene der Papstaudienz schon früher der Zensur zum Opfer gefallen war.
- Schelmuffskys Warhafftige Curiöse und sehr gefährliche Reisebeschreibung zu Wasser und Lande. 1. Theil/ Und zwar die allervollkommenste und accurateste Edition, in hochteutscher Frau Mutter Sprache eigenhändig und sehr artig an den Tag gegeben von E. S. Gedruckt zu Schelmerode/ Im Jahr 1696. (Google Books)
- Schelmuffskys Warhafftige Curiöse und sehr gefährliche Reisebeschreibung zu Wasser und Lande. 1697.
- Schelmuffskys wahrhaftige, curiöse und sehr gefährliche Reisebeschreibung zu Wasser und Lande in Zweyen Theilen, curiösen Liebhabern vor Augen geleget und mit Zweyen Lust= und Trauer=Spielen versehen. Franckfurth und Leipzig, 1750. (Google Books)
- Schelmuffskys Wahrhafftige, curiöse und sehr gefährliche Reisebeschreibung zu Wasser und Lande. Erster Theil. Gedruckt zu Schelmerode in diesem Jahr. Haxthausen 1817. (Google Books)
- Schelmuffsky: Wahrhaftige, kuriöse und sehr gefährliche Reisebeschreibung zu Wasser und Lande. Zinnen-Verlag, München 1944.
- Schelmuffskys Wahrhaftige kuriöse und sehr gefährliche Reisebeschreibung zu Wasser und Lande. Aufbau Verlag, Berlin 1955.

### Übersetzungen
- Englisch: Christian Reuter: Schelmuffsky (= University of North Carolina studies in the Germanic languages and literatures. Nr. 33). University of North Carolina Press, Chapel Hill 1962. Open Access
- Italienisch: Christian Reuter: Schelmuffsky. Hrsg.: Emilio Bonfatti. Ariele, Milano 1998, ISBN 88-86480-31-8.
- Polnisch: Christian Reuter: Schelmuffsky. Przedziwnych i bardzo niebezpiecznych podróży lądem i wodą opisanie. Śląsk, Katowice 1963, OCLC 749922568.
- Russisch: Christian Reuter: Шельмуфский. Hrsg.: M. E. Grabar-Passek. Nauka, Moskau 1972, OCLC 30327613.